# Loreggia
Loreggia (velenceiül Loreja) település Olaszországban, Veneto régióban, Padova megyében. Lakosainak száma 7703 fő (2023. január 1.). Loreggia Camposampiero, Piombino Dese, San Martino di Lupari, Castelfranco Veneto, Resana és Santa Giustina in Colle községekkel határos.

## Népesség
A település lakossága az elmúlt években az alábbi módon változott:
| Lakosok száma | 7583 | 7708 | 7603 | 7703 |
|               | 2017 | 2018 | 2020 | 2023 |